# Wilhelm Walther (Fotograf)

Großmutterleite, aufgenommen zwischen 1932 und 1935

Ausflug, aufgenommen zwischen 1932 und 1935

Wilhelm Walther (gest. 1983) war ein deutscher Fotograf.

## Leben
Wilhelm Walther hat von ca. 1930 bis in die 1940er Jahre mit seiner privaten Leica fotografiert. Der Motivschwerpunkt der Fotos liegt auf Thüringen/Saale und Weimar, aber auch den Allgäu und Nürnberg. Walther dokumentierte eine Rhein/Maintour und eine KdF-Tour ab Hamburg. Er fotografierte Nürnberg zur Zeit des Reichsparteitages um 1935 und hinterließ auch viele Personenfotos. Es ergibt sich ein vielfältiges Bild aus dem Alltag der 1930er Jahre in Deutschland: Mode, Verkehrsmittel, Bauwerke, Straßenfotografie, Kinder.
In Walthers Nachlass fanden sich über 2000 Negative, die 2016 durch seinen Sohn Jochen Walther unter eine freie Lizenz gestellt und nach der Digitalisierung nach Wikimedia Commons hochgeladen wurden.